# 山口隆志
山口 隆志（やまぐち たかし、1977年6月5日 - ）は、日本のギタリスト、作曲家、編曲家。

## 概要
西野カナ、あいみょん、SixTONES、m-flo、MACO、Little Glee Monster、土屋アンナ、Chay、MISIA、嵐、堂本剛、清水翔太、FUNKY MONKEY BABYS、小柳ゆき、石井竜也などのライブやレコーディングに参加するギタリスト。西野カナ「Darling」「もしも運命の人がいるのなら」を手掛けるソングライター・編曲家。

## 略歴
独学でギターを始め、ギター・コンテストでの入賞などをきっかけにサポートギタリストとして活動を開始。
2014年、作・編曲した西野カナ「Darling」で第56回日本レコード大賞優秀作品賞を受賞。
2015年、作・編曲した西野カナ「もしも運命の人がいるのなら」が第88回選抜高等学校野球大会の入場行進曲に選ばれる。

## 作曲・編曲・プロデュース
- あいみょん
  - 「好きって言ってよ」（編曲・ギター、『憎まれっ子世に憚る』収録）

- セレイナ・アン
  - 「Sweet Sweet Love」（作曲・編曲 、『SUNDAYS』収録）
  - 「Piece of Me」（作曲・編曲・プロデュース・ギター、『Departures』収録）
  - 「500miles」（編曲・プロデュース、『Departures』収録）
  - 「Begin」（共作曲[注 1]・編曲・プロデュース、『Departures』収録）
  - 「Kiss on November」（共作曲[注 1]・編曲・プロデュース、『Departures』収録）

- 家入レオ
  - 「I Promise You」（編曲・ギター、『5th Anniversary Best』収録）
  - 「だってネコだから」（編曲・プロデュース・ギター、『ずっと、ふたりで』収録）
  - 「恋のはじまり」（編曲・プロデュース・ギター、『TIME』収録）

- 欅坂46
  - 「夕陽1/3」（共作曲[注 2]・共編曲[注 3]・ギター、『二人セゾン』収録）

- JY
  - 「好きな人がいること」（編曲・ギター、『好きな人がいること』収録）
  - 「恋をしていたこと」（編曲・ギター、『恋をしていたこと』収録）
  - 「Secret Crush 〜恋やめられない〜」（編曲、『Secret Crush〜恋やめられない〜/MY ID』収録）

- Tiara
  - 「たしかなこと」（編曲・ギター、『あいすること』）

- 西野カナ
  - 「Darling」（作曲・編曲・ギター、『Darling』収録）
  - 「ごめんね」（作曲・編曲・ギター、『with LOVE』収録）
  - 「もしも運命の人がいるのなら」（作曲・編曲・ギター、『もしも運命の人がいるのなら』収録）
  - 「Thank You Very Much」（作曲・編曲・ギター、『あなたの好きなところ』収録）
  - 「君が好き」（編曲・ギター、『Dear Bride』収録）
  - 「バスタイムソング」（作曲・編曲、Bedtime Story』収録）

- MACO
  - 「春の風」（作曲・編曲・ギター、『LOVE』収録）
  - 「告白」（作曲・編曲・ギター、『FIRST KISS』収録）
  - 「マフラー」（作曲・編曲・ギター）
  - 「夜明けがくるまで」（作曲・編曲・ギター、『恋心』収録）
  - 「人間活動の80%」（作曲・編曲・ギター、『love letter』収録）
  - 「二人は夢見るマーメイド」（作曲・編曲、『恋するヒトミ 』収録）
  - 「メトロノーム」（作曲・編曲・プロデュース、『メトロノーム』収録）
  - 「秋空」（作曲・編曲・プロデュース）
  - 「朝もお昼も夢の中も」（作曲・編曲・プロデュース）
  - 「二人は夢見るマーメイド」（作曲・編曲・プロデュース）
  - 「初恋はいつも君と」（作曲・編曲、『交換日記』収録）
  - 「ドライブ」（作曲・編曲）

- SixTONES
  - 「Cassette Tape」（編曲、『CITY』収録）
  - 「Good Luck! -Sunrise Soul Remix-」（編曲、『ABARERO』収録）
  - 「ふたり -Sunset Chill Remix-」（編曲、『ABARERO』収録）
  - 「Tu-tu-lu」（共編曲、『こっから』収録）
  - 「崩壊前夜」（共作曲・編曲、『バリア』収録）
  - 「バリア -Sweet Retro Soul Remix-」（リミックスプロデュース、『BOYZ』収録）

## サポート（ライブ、レコーディング）
- 関ジャニ∞
- King & Prince
- 足立佳奈
- みゆはん
- みゆな
- 今市隆二
- 宇野実彩子
- 加藤ミリヤ
- 斉藤朱夏
- RSP
- あいみょん
- 青山テルマ
- 嵐
- セレイナ・アン
- 家入レオ
- 石井竜也
- 井上ジョー
- m-flo
- idom
- 大原櫻子
- 岡野宏典
- 加賀美セイラ
- 上白石萌音
- 九州男
- CREAM
- Crystal Kay
- 欅坂46
- 小柳ゆき
- 佐藤竹善
- SAWA
- 三代目 J SOUL BROTHERS from EXILE TRIBE
- JY
- 清水翔太
- SOUL'd OUT
- Sonar Pocket
- タイナカサチ
- 高橋あず美
- 高橋みなみ
- Tani Yuuki
- nulbarich
- Takahiro
- 田中ロウマ
- DOUBLE
- Chay
- 土屋アンナ
- つばきファクトリー
- Tiara
- DJ Deckstream
- 寺岡呼人
- 堂本剛
- 中島美嘉
- Nulbarich
- 西野カナ
- ハッカドロップス
- 林原めぐみ
- 日之内エミ
- 宏実
- ピンキー!ノーラ&ペトラ
- 中森明菜
- FUNKY MONKEY BABYS
- マオ
- MACO
- Matt Cab
- MISIA
- Ms.OOJA
- May J.
- MEILIN
- ももいろクローバーZ
- 遊助
- LiSA
- Little Glee Monster
- Lecca
- Ryohei
- ReoNa
- Uru
- SixTONES
- HIKAKIN & SEIKIN